# Студенников, Артём Игоревич
Артём И́горевич Студе́нников (род. 24 декабря 1968) — российский дипломат. Чрезвычайный и полномочный посол (2025).

## Биография
Окончил Московский государственный институт международных отношений (МГИМО) МИД СССР в 1991 году. Владеет английским и французским языками. На дипломатической работе с 1991 года.
- В 2010—2015 годах — начальник отдела, заместитель директора Первого Европейского департамента МИД России.
- В 2015—2020 годах — советник-посланник Посольства России во Франции.
- С ноября 2020 по апрель 2023 года — заместитель директора Первого Европейского департамента МИД России.
- С 6 апреля 2023 года — директор Первого Европейского департамента МИД Российской Федерации[1].

## Дипломатический ранг
- Чрезвычайный и полномочный посланник 2 класса (17 октября 2016)[2].
- Чрезвычайный и полномочный посланник 1 класса (2 октября 2023)[3].
- Чрезвычайный и полномочный посол (11 июня 2025)[4].

## Награды
- Медаль ордена «За заслуги перед Отечеством» II степени (18 апреля 2022) — за большой вклад в реализацию внешнеполитического курса Российской Федерации и многолетнюю добросовестную дипломатическую службу[5].